# Bogusław Waligóra
Bogusław Adam Waligóra (ur. 18 kwietnia 1934, zm. 11 lipca 2016) – polski psycholog, doktor habilitowany, specjalista w zakresie psychologii klinicznej oraz psychologii penitencjarnej.

## Życiorys
Był wieloletnim kierownikiem Zakładu Psychologii Klinicznej Instytutu Psychologii Uniwersytetu im. Adama Mickiewicza w Poznaniu, a także profesorem Wyższej Szkoły Pedagogiki i Administracji im. Mieszka I w Poznaniu oraz pracownikiem naukowym Wyższej Szkoły Nauk Humanistycznych i Dziennikarstwa w Poznaniu.
Pod jego kierunkiem stopień naukowy doktora uzyskała w 1984 Lidia Cierpiałkowska.